# Verrières (Marne)
Verrières  es una comuna y población de Francia, en la región de Champaña-Ardenas, departamento de Marne, en el distrito y cantón de Sainte-Menehould.
Su población en el censo de 1999 era de 401 habitantes.
Está integrada en la  Communauté de communes de la Région de Sainte-Menehould .